# Cryoturris vincula
Cryoturris vincula é uma espécie de gastrópode do gênero Cryoturris, pertencente à família Mangeliidae.